# جباب الزيت
جباب الزيت قرية في ناحية الرقاما التابعة لمنطقة حمص في محافظة حمص في سوريا.